# 孫大鎬
孙大镐（손대호，1981年9月11日—），韩国足球运动员，现效力于中国足球超级联赛球队浙江绿城。

## 俱乐部生涯
2002年，孙大镐进入K联赛球队水原三星蓝翼一线队，开始职业足球生涯。2005年，他转投全南天龙，但半个赛季后就和金徒均互换球队，加盟城南一和天马。2007赛季，他作为球队的主力球员帮助球队获得联赛亚军。不过在2008年申台龍接替金鹤范成为球队主教练后，孙大镐逐渐失去位置并在2009年转会到仁川联。2010年，他离开仁川服役而加盟光州尚武。2012年，孙大镐回到仁川联。
2014年1月9日，中国足球超级联赛球队杭州绿城宣布孙大镐加盟球队。

## 国家队生涯
2007年，孙大镐受到国家队荷兰籍主教练皮姆·维尔贝克的赏识而入选韩国国家足球队。2007年6月2日，他在韩国和荷兰的国际友谊赛出场，上演国家队首秀。之后他入选韩国国家队参加2007年亚洲杯足球赛的名单，担任球队主力后腰，帮助韩国最终获得第三名。